# Myriorrhynchus
Myriorrhynchus là một chi rêu trong họ Exormothecaceae.